# Longxi (köping i Kina, Shanxi)
Longxi (kinesiska: 龙溪, 龙溪镇) är en köping i Kina. Den ligger i provinsen Shanxi, i den norra delen av landet, omkring 210 kilometer söder om provinshuvudstaden Taiyuan. Antalet invånare är 17 622. Befolkningen består av 8 562 kvinnor och 9 060 män. Barn under 15 år utgör 18,0 %, vuxna 15-64 år 74 %, och äldre över 65 år 6,0 %.
Genomsnittlig årsnederbörd är 707 millimeter. Den regnigaste månaden är juli, med i genomsnitt 229 mm nederbörd, och den torraste är december, med 5 mm nederbörd.